# Simon, connétable de Jérusalem
Simon, connétable de Jérusalem est cité comme témoin dans deux chartes royales, l'une en 1108, l'autre en 1115 et est mentionné comme Symon ducis filius.
Il peut aussi être identifié à Simontos, mentionnée par Anne Comnène comme ayant été envoyé par Baudouin Ier à Tripoli pour recevoir les ambassadeurs grecs en 1108 et qu'elle qualifie de cousin du roi.
Cette relation et les mentions de fils de ducs dans les actes du royaume pourraient l'identifier à un fils (par ailleurs inconnu) du comte Henri Ier de Limbourg († 1119) qui porta le titre de duc de Basse-Lotharingie entre 1101 et 1106, et arrière-petit-fils d'Eustache Ier de Boulogne par sa grand-mère maternelle.

## Source
- (en) Alan V. Murray, The crusader Kingdom of Jérusalem: A Dynastic History, 1099-1125, Oxford, Prosopographica et genealogica, coll. « Occasional Publications / 4 », 2000, 280 p. [détail de l’édition] (ISBN 1-900934-03-5).